# جون نورمان (لاعب هوكي جليد)
جون نورمان (بالسويدية: John Norman)‏ هو لاعب هوكي الجليد سويدي، ولد في 6 يناير 1991 في ستوكهولم في السويد.

## وصلات خارجية
- جون نورمان على موقع EliteProspects.com (الإنجليزية)
- جون نورمان على موقع Eurohockey.com (الإنجليزية)
- جون نورمان على موقع HockeyDB.com (الإنجليزية)
- جون نورمان على موقع أوليمبيديا (الإنجليزية)
- جون نورمان على موقع اللجنة الأولمبية السويدية (السويدية)